# Schleswig-Holstein-Sonderburg-Franzhagen
Schleswig-Holstein-Sonderburg-Franzhagen fue el nombre que recibió durante un breve periodo la principal línea de la casa de Schleswig-Holstein-Sonderburg, después de su bancarrota en 1667. El nombre derivaba del Castillo de Franzhagen en Schulendorf en el ducado de Sajonia-Lauenburgo. El castillo era heredado por Leonor Carlota de Sajonia-Lauenburg-Franzhagen, quien lo trajo a su matrimonio con el antiguo Duque Cristián Adolfo I. Después de su bancarrota, la línea de Sonderburg fue reducida a sus posesiones de Franzhagen. Finalmente el castillo de Franzhagen fue demolido en 1716.

## Duques
| Reinado   | Nombre                         | Observaciones |
| --------- | ------------------------------ | --- |
| 1676-1702 | Cristián Adolfo I (1641-1702)  | Anterior Duque de Schleswig-Holstein-Sonderburg, fue declarado en bancarrota en 1667, la anterior sede del Castillo de Sonderburg pasó a manos de la Corona danesa. En 1676, desposó a Leonor Carlota de Sajonia-Lauenburg-Franzhagen, quien trajo el castillo epónimo de Franzhagen al matrimonio. |
| 1702-1707 | Leopoldo Cristián (1678-1707)  | Hijo, desposó a Ana Sofía Segelke morganáticamente, por lo tanto, sus hijos no podían heredar su territorio. |
| 1707      | Luis Carlos (1684-1707)        | Hermano, desposó a Ana Bárbara Dorotea de Winterfeld morganáticamente. Sus hijos fueron ennoblecidos, permitiéndoles heredar el castillo. |
| 1707-1709 | Cristián Adolfo II (1707-1709) | Hijo menor de edad y heredero. Con él, se extinguió la línea. |

El poder real del gobierno a partir de 1702 era ejercido por Leonor Carlota de Sajonia-Lauenburgo-Franzhagen, la viuda de Cristian Adolfo I, ya que sus hijos se habían casado con mujeres por debajo de su rango. Ana Bárbara Dorotea de Winterfeld nunca poseyó más que una casa en Billwerder, hasta su muerte en 1739.